# Neocheiridium beieri
Espèce
Neocheiridium beieri est une espèce de pseudoscorpions de la famille des Cheiridiidae.

## Distribution
Cette espèce est endémique du Chili.

## Étymologie
Cette espèce est nommée en l'honneur de Max Beier.

## Publication originale
- Vitali-di Castri, 1962 : La familia Cheiridiidae (Pseudoscorpionida) en Chile. Investigaciones Zoológicas Chilenas, vol. 8, p. 119-142.